# Bresiliidae
Famille
Les Bresiliidae sont une famille de crevettes. Elle contient sept espèces réparties en deux genres.

## Liste des genres
Selon De Grave & al., 2009
- Bresilia Calman, 1896
- Encantada Wicksten, 1989

## Référence
- Calman, 1896 : On deep-sea Crustacea from the south west of Ireland. Transactions of the Royal Irish Academy, vol. 31, n. 1, p. 1–22.